# Copa (horóscopo gitano)
La Copa (21/ 1 al 19/ 2), es una representación en el brindis a nivel universal, cuando se trata de festejar algo o desear lo mejor para que en el futuro una persona tenga suerte. Este signo en el Horóscopo Gitano, se dice que corresponde a las personas que son indecisas o que piensan mucho antes de concretar una idea, además con ciertas tendencias para dejar las cosas inconclusas a pesar de tener una gran creatividad y el don de la originalidad con confianza en sí mismos. Las personas nacidas bajo este signo cuentan con un poder para lograr que todos los que los rodean se sientan felices.
Además, a estas personas les acompaña la suerte en la competencia, aunque también tienen algunas tendencias para gastar siempre más de lo que sus ingresos les permiten. Con respecto a la salud, se fatigan con facilidad.
- Datos: Q5786366